# From Souvenirs to Souvenirs
Singles de Demis Roussos
Schön wie Mona Lisa (Wenn ich ein Maler wär') (en)
(1975) Perdóname (en)
(1975)
From Souvenirs to Souvenirs est une chanson du chanteur grec Demis Roussos, parue sur son album Souvenirs. Elle est sortie en 1975 en tant que premier single de l'album chez Philips Records.

## Contexte et accueil
La chanson est écrite par Alec R. Costandinos et Stélios Vlavianós et réalisée par Demis Roussos. Elle est enregistrée entre janvier et février 1975 au studio des Dames à Paris. Elle est également enregistrée par le chanteur en allemand la même année sous le titre Mein Leben ist ein Souvenir et figure sur son deuxième album germanophone Die Nacht und der Wein (en) de 1976.
From Souvenirs to Souvenirs atteint notamment la deuxième place des classements en Israël, la 11e place en France et la 13e place en Wallonie,.

## Popularité dans l'Union soviétique
Dans l'Union soviétique, From Souvenirs to Souvenirs a été la plus populaire des chansons de Demis Roussos,. Selon le présentateur de radio Boris Barabanov (ru), Demis Roussos ne considérait pas From Souvenirs to Souvenirs comme un succès international et, avant l'un de ses premiers concerts en URSS dans les années 1990, Balabanov a dû lui expliquer que le public ne le laisserait pas quitter la scène sans avoir chanté From Souvenirs to Souvenirs.

## Liste des titres
| A. | From Souvenirs to Souvenirs | 2:35 |
| B. | Sing an Ode to Love         | 4:08 |

## Crédits
- Stélios Vlavianós – arrangements, claviers, écriture
- Alec R. Costandinos – écriture
- Michel Delaporte – percussions
- André Ceccarelli, Jacques Rosati – batterie
- Argiris Koulouris, Claude Engel – guitare
- Bernard Rosati, Tonio Rubio – basse
- Demis Roussos – réalisateur artistique
- Alain Marouani – photographie

Crédits adaptés des notes d'accompagnement,.

## Classements
| Classement (1975)                       | Meilleure position |
| --------------------------------------- | ------------------ |
| Belgique (Wallonie Ultratop 50 Singles) | 13                 |
| France (IFOP)                           | 11                 |
| Israël (IBA)                            | 2                  |
| Italie (Musica e dischi)                | 20                 |

| Classement (1975)        | Position |
| ------------------------ | -------- |
| France (SNEP)            | 85       |
| Italie (Musica e dischi) | 83       |

## Autres versions
En 1975, la même année que la sortie de la version originale, From Souvenirs to Souvenirs est adaptée en grec par la chanteuse grecque Marinella, sous le titre Giati fovasai (Γιατί φοβάσαι), pour son album Για Πάντα (Gia pánta). La même année, les compositeurs et chefs d'orchestre français Caravelli et Paul Mauriat enregistrent la chanson dans des versions instrumentales, parues sur leurs albums respectifs From Souvenirs to Souvenirs et Le Sud,.
La chanson a fait l'objet de plusieurs reprises en russe :
Un an après la sortie de l'original de Demis Roussos, la chanson a été reprise par Janna Bitchevskaïa. Sa version, sur des paroles d'Andrey Bogoslovsky, s'intitule Risouyut maltchiki voïnou (Рисуют мальчики войну, Les garçons dessinent la guerre) ;
En 1977, From Souvenirs to Souvenirs est repris par le groupe Krasniye Maki (ru). Leur version, intitulée Pervaya lyubov (Первая любовь, Premier amour), devient un grand succès. Elle a été jouée dans toutes les discothèques et est devenue l'une des chansons les plus populaires à être chantée avec une guitare. En 1995, Pervaya lyubov a été reprise par le groupe Russkiy Razmer. La nouvelle version était beaucoup plus lourde. Le groupe de rock russe Agatha Christie a également interprété Pervaya lyubov lors de ses concerts.